# Trangan
Trangan és una illa de les illes Aru, al mar d'Arafura. Es troba a la província de les Moluques, Indonèsia. És l'illa principal del grup i la situada més al sud. Té una superfície de 2.149 km² i un perímetre costaner de 403,1 km. Les altres illes principals de l'arxipèlag són Kobroor, Kola, Maikoor, Koba i Tanahbesar.
Està coberta principalment per sabana i aiguamolls.